# ГЕС Афурар
ГЕС Афурар (Ait Ouarda) — гідроелектростанція у центральній частині Марокко, розташована на північному схилі Високого Атласу на уеді Ель-Абід (ліва притока найдовшої річки країни Умм-ер-Рбія). Знаходячись після ГЕС Bin El Ouidane, становить нижній ступінь створеного на зазначеному уеді гідровузла.
У своїй середній течії Умм-ер-Рбіа перетинає велику рівнину Тадла (Бені-Мусса). З її південного боку проходить гірський хребет, що відділяє долину уеду Ель-Абід, рівень якого приблизно на 200 метрів вище від рівня Тадли. Це створило передумови для дериваційної схеми, яка забезпечує перекидання води з Ель-Абіду для зрошення Тадли та одночасно виробляє електроенергію з урахуванням зазначеного перепаду висот. Деривація починається з водосховища Ait Ouarda, яке утримує аркова бетонна гребля висотою 43 метри, довжиною по гребеню 120 метрів та товщиною 5 метрів, яка для свого спорудження потребувала 28 тис. м3 матеріалу. Вона утримує сховище з об'ємом до 4 млн м3, котре виконує роль нижнього балансуючого резервуару для ГЕС Bin El Ouidane — остання може скидати до 160 м3/с, тоді як дериваційний тунель ГЕС Афурар має пропускну здатність 43 м3/с.
На своєму шляху на північ головний дериваційний тунель тунель довжиною 10,6 км та перетином площею 25 м2 проходить під вапняковим масивом Djebel Tazerkount. По його завершенні вода через напірний водовід довжиною 540 метрів та діаметром 2,6 метра подається до машинного залу ГЕС Афурар, розташованого на південній межі рівнини Талда. Він обладнаний двома турбінами типу Френсіс потужністю по 46 МВт, які при середньому напорі у 228 метрів забезпечують виробництво 350 млн кВт-год електроенергії на рік. Відпрацьована вода потрапляє у компенсаційний резервуар площею поверхні 2 гектари з об'ємом 25 тис. м3, з якого починаються канали зрошувальної системи Талди (один з них доходить до русла Умм-ер-Рбія).
На початку 2000-х років поряд спорудили ГАЕС Афурар II, яка використовує схожу схему з уедом Ель-Абід та рівниною Тадла.